# A bőr
A bőr (La pelle / La peau) 1981-ben készült színes, olasz–francia történelmi filmdráma. Liliana Cavani alkotása az ismert író-riporter, Curzio Malaparte nagy visszhangot kiváltott, azonos című regénye alapján készült. A bőr azért számít kuriózumnak, mert viszonylag kevés film foglalkozik annak bemutatásával, hogy a polgári lakosság számára miféle emberi drámákkal járt a II. világháború vége felé a felszabadító szövetséges csapatok érkezése. A forgatókönyv megírásában részt vett a francia Catherine Breillat, aki ugyan már akkoriban is dolgozott rendezőként, de az 1990-es évek végétől vált igazán ismert művésszé olyan provokatív filmeknek köszönhetően, mint a Románc (1999) és A pokol anatómiája (2004). Cavani többi alkotásához hasonlóan A bőr sem jutott el a magyar mozikba: a hazai közönség videón ismerkedhetett meg a filmmel, 1993 tavaszán.

## A cselekmény
|  | Alább a cselekmény részletei következnek! |

Nápoly, 1943. A városba megérkeznek az amerikai felszabadító csapatok, fasiszták helyett azonban zeneszó mellett békésen étkező városlakókat találnak, akik valamennyien antifasisztának vallják magukat. A Clark tábornok által vezetett egység egy palotában rendezi be főhadiszállását. Velük van Curzio Malaparte, a fasiszták fogságából kiszabadult riporter. Az olaszokból alakulatot toboroznak, hogy az amerikaiak mellett harcoljanak Olaszország szabadságáért. Clark tábornok értesítést kap arról, hogy az Egyesült Államokból rövidesen látogatóba érkezik az egyik szenátor felesége, egy ismert pilóta. A tábornok nem örül a látogatónak, de vannak más, megoldásra váró ügyek is. Mazzullo úr, a polgári lakosság képviselője, egyezséget ajánl, 273 német fogoly átadását. A foglyokról eddig ő gondoskodott. Clark 1000 lírát ajánl egy-egy fogolyért, Mazzullo azonban kilónként 100 lírát akar, hiszen éppen azért tartotta jól a foglyait, hogy jó pénzért tudja eladni őket. Clark átlát a szitán, politikai rendőrséget helyez kilátásba, Malaparte azonban felajánlja, hogy elrendezi a dolgot. A folyosón Malaparte megismerkedik Jimmy Wrennel, egy fiatal tiszttel, aki lelkesen mesél arról, hogy milyen könnyű Nápolyban nőt találni, hiszen nyíltan árulják magukat az utcán néhány dollárért.

Gyerekpiac

Malaparte és Jimmy Mazzullóhoz mennek, hogy az alku részleteit megbeszéljék. Az élelmes olasz nemcsak emberekkel, hanem fémmel is kereskedik. Amíg például két amerikai katonával tárgyal, addig az élelmes nápolyiak darabokra szedik a katonák tankját, és széthordják az alkatrészeket. Mazzullo méltatlankodást színlel Clark tábornok viselkedése miatt, és feljebb akarja srófolni a német foglyok árát. Jimmy tiltakozik ekkora arcátlanság hallatán, Malaparte azonban beleegyezik az alkuba. Rövidesen megérkezik Amerikából a szenátorfeleség, Deborah, természetesen egy saját maga vezette géppel. Clark tábornok Malaparte-ot kéri fel arra, hogy a nő kalauza legyen a városban. Malaparte-nak és Jimmynek egyéb feladatokat is meg kell oldaniuk. Clark katonáinak penicillinre van szükségük a terjedő szifilisz miatt. Mellesleg a tábornok egy „reneszánsz” vacsorát tervez, melyhez a hozzávalókat szintén Malaparte-éknak kell beszerezniük. A város határába mennek, hogy begyűjtsék a szükséges élelmiszereket. Itt szemtanúi lesznek annak, ahogyan egy szükségét gyorsan elintézni kívánó katona a mezőn aknára lép. A haldokló szórakoztatására Malaparte Mussolinit utánozza. A fiatal katona mosolyogni próbál, miközben belei kitüremkednek a hasából. Hiába érkezik egy mentőkocsi, a katonán már nem lehet segíteni. A bámészkodók között van egy fiatal lány is, akinek az öccse egy óvatlan pillanatban elcseni az orvosi táskát, és a mezőre szalad vele. Jimmy utánafut, és az utolsó pillanatban kapja el: a kissrác eldobja az elcsent táskát, ami egy újabb aknát hoz működésbe. A fiatal lány hálás Jimmynek, hogy megmentette öccse életét, és úgy tűnik, a két fiatal között gyengéd szálak szövődnek.
Mazzullo közben vérszemet kapott, tovább akarja emelni a fogoly németek árát. Clark újra elutasítja, ám végül létrejön a végleges megállapodás. Deborah és Malaparte viszonya feszült, a nő Clark kémjének tartja Malaparte-ot. A férfi elhatározza, hogy megmutatja Deborah-nak, hogy milyen is az élet valójában a városban, mire készteti az embereket a nyomor. Elviszi a nőt a város egyik kétes hírű helyére, ahol anyák árulják kisfiaik testét gyanús külsejű arab férfiaknak… Jimmy úgy érzi, beleszeretett a nemrég megismert fiatal lányba, Maria Concettába. Keresni kezdi, rátalál, ám a lány az apjára hivatkozva kéri, hogy ne jöjjön el többé hozzájuk. A szerelmes Jimmy azonban nem hallgat rá, sőt Malaparte-ra sem, és egy ízben fényes nappal megy el Maria Concettáékhoz. Pasqualino, a lány öccse megpróbálja megakadályozni, hogy felmenjen a lakásba, de hiába. A lépcsőház, a lakás tele van katonákkal. Az apa fennhangon hirdeti a lányát, mint az igazi Nápolyi Szüzet. Maria Concetta a szobájában fekszik az ágyon, felhúzott szoknyával. Apja felszólítására – a megfelelő pénzösszeg leszurkolása után – bárki meggyőződhet az ujjaival arról, hogy a lány tényleg szűz. A megdöbbent Jimmy előrefurakodik a tömegben, és Maria Concetta tiltakozása ellenére megteszi azt, amiért az apa a pénzt kéri. Később az utcán Malaparte-tal osztja meg felzaklató élményét, a férfi viszont megmagyarázza neki, hogy ennek a háborúnak a nők és a gyerekek az igazi vesztesei.

Éljenek a felszabadítók!

Egy tragikus haláleset után Deborah bevallja Malaparte-nak, hogy valódi célja nem a rászorultak segítése, hanem szenátor férje és az Egyesült Államok népszerűsítése volt. A férfi kineveti, mire a nő válogatott sértéseket vág a fejéhez. Este kitör a Vezúv. Az emberek pánikszerűen menekülnek a sötét utcákon. Persze nem mindenki akar távozni. Mazzullo a helyén marad, az elegáns Caracciolo hercegnőnek meg a felfordulás alkalmat ad arra, hogy a szeretőjével találkozzon. Jimmy Maria Concettáékhoz rohan. A lépcsőházban talál a reszkető teremtésre, és magával viszi. Deborah repülőn próbál távozni a városból, de nem tud felszállni. Végül egy katonákkal teli teherautóra veszik fel, ahol azonban a katonák erőszakoskodnak vele.
Az amerikai csapatok továbbmennek Róma felé. A vonulást fotózzák, filmezik. A rómaiak örömmel fogadják a felszabadítókat. Egy apa, karján a gyermekével, boldogan áll egy harckocsi elé, és hátrafelé lépked előtte, miközben boldogan integet a katonáknak. Aztán megbotlik, és pillanatok alatt a lánctalpak alá kerül. A kisfiú sértetlenül mászik ki a harckocsi alól. A jármű viszont teljesen szétlapította a szerencsétlen apát. A menet csak néhány percre állt meg a tragikus baleset miatt, rövidesen a konvoj folytatja az útját…

## Curzio Malaparte
Curzio Malaparte (1898. június 9. – 1957. július 19.) olasz újságíró, író és diplomata. Eredeti neve: Kurt Erich Suckert. 1918-ban kezdett újságíróként dolgozni, 1925 óta használta a Malaparte nevet. Már az I. világháborúban harcolt, és később lelkes híve lett Mussolininek és a fasizmusnak. Később megváltoztak a nézetei, az 1930-as évek elején már nyíltan bírálta a Ducét és Hitlert. Emiatt megfosztották párttagságától, majd később többször börtönbe került. Haditudósítóként megjárta az ukrán frontot. 1943 és 1946 között az amerikai főparancsnoksághoz került tanácsadónak. A háború után a kommunizmus eszméivel kezdett szimpatizálni. 1950-ben Tiltott Krisztus címmel filmet rendezett, amely a következő évben a Berlini Filmfesztiválon díjat nyert. Rákban halt meg. Ismertebb művei: Tecnica del colpo di Stato (1931), Donna Come Me (1940), The Volga Rises in Europe (1943), Kaputt (1944), La pelle (1949), Du Côté de chez Proust (1951), Maledetti toscani (1956). A Kaputt magyar nyelven is megjelent. A La pelle című regényét, amely Liliana Cavani filmjének alapjául szolgált, a katolikus egyház indexre tette.

## Magyar kritikai visszhang
„A távolság, már ami a történelmi távolságot illeti, önmagában persze még nem varázsszer, erre bizonyíték az olasz Liliana Cavani A bőr című alkotása, amely a történelmi visszapillantás ürügyén provokálja az ízlést, az érzékeket. A bőr a korábbi fasiszta érzelmű diplomatából baloldali íróvá avanzsált Curzio Malaparte hasonló című regényéből készült. Malaparte 1944–45-ben az amerikai hadsereg diplomata beosztású összekötő tisztje volt, s regénye a két különböző kultúrának, életformának sokkszerű találkozását ábrázolja, amely 1943-ban az amerikaiak által felszabadított Nápolyban következett be. Az amerikaiak a filmben úgy bánnak az olaszokkal, mint valami különös afrikai bennszülött törzzsel, az olaszok pedig kereskednek, ügyeskednek, áruba bocsátják lányaik, feleségeik, fiúgyermekeik testét, konzervért, sonkáért, s egyéb szükséges javakért. »Minden emberi bőr, de akár a kutyáé is, a világ földrajzi térképe« – mondja a rendezőnő. Cavani azonban az emberi bőrre gondolva úgy látszik elsősorban bizonyos érzékenyebb zónákat ért. Történelmi szuperprodukciója hatalmas bordélyháznak ábrázolja a háborútól és szegénységtől meggyötört Olaszországot, különös tekintettel a hasonneműek egymás iránti vonzalmára. A meghökkentés, elborzasztás különc örömet okoz az egyébként nagy tehetségű rendezőnek, aprólékos gonddal merül el az úgynevezett hiperrealista részletek ábrázolásában: például hogyan lapít szét egy eleven embert a tank lánctalpa – gyengédséggel elidőz a véres emberi húspalacsinta látványán.”

(Létay Vera: Ha az értelem alszik. In: Filmvilág 1981/7, 3–9. oldal)
„Ez az óriási freskó, amelyet Liliana Cavani objektíven fest le számunkra, feleleveníti a II. világháború kegyetlenségeit, tragikus eseményeit, és bemutatja két, valóban eltérő kultúra találkozását: a győztes angolszászét és a legyőzött latin kultúráét. A bőr mély, elgondolkodtató, keserű alkotás, amely senkit nem hagy közömbösen.”

(Filmhírek, 1993. június)

## Főszereplők
- Marcello Mastroianni (Curzio Malaparte)
- Ken Marshall (Jimmy Wren)
- Alexandra King (Deborah Wyatt)
- Burt Lancaster (Mark Clark tábornok)
- Carlo Giuffrè (Eduardo Mazzullo)
- Yann Babilée (Jean-Louis)
- Claudia Cardinale (Consuelo Caracciolo hercegnő)
- Jeanne Valérie (Capri hercegnője)
- Liliana Tari (Maria Concetta)
- Peppe Barra (Sarto) (Giuseppe Barra néven szerepel a stáblistán)
- Cristina Donadio (Anna barátnője)
- Rosaria della Femmina (Jimmy szeretője) (Maria Rosaria Della Femmina néven szerepel a stáblistán)
- Jacques Sernas (Guillaume tábornok)
- Gianni Abbate
- Anna Maria Ackermann
- Concetta Barra (Concetta Barra Grasso néven szerepel a stáblistán)
- Giselda Castrini
- Antonella Cioli (Rosaria)
- Giovanni Crosio (Maria Concetta apja)
- Antonio Ferrante
- Nunzia Fumo
- Giuliana Gargiulo
- Linda Moretti
- Elio Polimeno
- Paolo Pieri

## Díjak és jelölések
Cannes-i filmfesztivál
- 1981 jelölés Liliana Cavani (Arany Pálma)

Ezüst Szalag díj
- 1982 díj Claudia Cardinale (legjobb női mellékszereplő)